# Comarque de Puente la Reina
Pour les articles homonymes, voir Puente la Reina.
La Comarque de Puente la Reina ou Garesaldea est une comarque et une sous-zone (selon la Zonification Navarre 2000) de la Communauté forale de Navarre (Espagne), située dans la zone de Pampelune. Elle est composée de 13 communes et fait partie de la mérindade de Pampelune.

## Géographie
La comarque est située dans la partie centrale de la communauté forale de Navarre, traversée par le cours du moyen de la rivière Arga et occupe presque la totalité du Vallée d'Izarbe excepté les communes occidentales de cette vallée qui sont dans la mérindade d'Estella et qui font partie de la comarque d'Estella Orientale. Elle a une superficie de 187.65 m² et est limitée au nord et avec le Bassin de Pampelune, au sud avec la comarque de Tafalla et à l'ouest avec celle d'Estella Orientale.

## Municipalités
La comarque de Baztan est formée par 3 communes dans le tableau ci-dessous (données population, superficie et densité de l'année 2009 selon l'I.N.E.
| Municipalité    | Population | Superficie | Densité |
| --------------- | ---------- | ---------- | ------- |
| Adiós           | 185        | 7,72       | 23,96   |
| Artazu          | 121        | 6,03       | 20,07   |
| Añorbe          | 537        | 24,10      | 22,28   |
| Biurrun-Olcoz   | 202        | 15,69      | 12,87   |
| Enériz          | 318        | 9,55       | 33,3    |
| Guirguillano    | 87         | 24,64      | 3,53    |
| Legarda         | 106        | 8,30       | 12,77   |
| Muruzábal       | 284        | 5,94       | 47,81   |
| Obanos          | 979        | 19,85      | 49,32   |
| Puente la Reina | 2 841      | 39,71      | 71,54   |
| Tirapu          | 57         | 5,64       | 10,11   |
| Úcar            | 144        | 11,85      | 12,15   |
| Uterga          | 194        | 8,63       | 22,48   |

### Sources
- (es) Cet article est partiellement ou en totalité issu de l’article de Wikipédia en espagnol intitulé « Comarca de Puente la Reina » (voir la liste des auteurs).